# Efferia bicolor
Efferia bicolor är en tvåvingeart som först beskrevs av Luigi Bellardi 1861.  Efferia bicolor ingår i släktet Efferia och familjen rovflugor. Inga underarter finns listade i Catalogue of Life.